# Mitch Harris (guitariste)
Cet article concerne le guitariste de Napalm Death. Pour le joueur de baseball, voir Mitch Harris.
Mitch Harris, né le 31 octobre 1969 dans le Queens à New York, est un guitariste américain. Il a déménagé à Las Vegas, mais réside actuellement à Birmingham en Angleterre. Il commence sa carrière avec le groupe de grindcore Righteous Pigs. Il monte, avec Mick Harris, alors batteur du groupe de grindcore Napalm Death, un projet appelé Defecation. En 1989, il quitte Righteous Pigs et devient membre permanent de Napalm Death. Il fait alors sa première apparition sur l'album Harmony Corruption. Il a également participé aux projets Meathook Seed, Little Giant Drug et Goatlord. En 2013, une chanson intitulée "KCS" est incluse dans l'album Savages du groupe Soulfly, sortie le 4 octobre 2013, écrit par Harris et Max Cavalera. 